# Meljac
Meljac település Franciaországban, Aveyron megyében. Lakosainak száma 135 fő (2022. január 1.). Meljac Centrès, Rullac-Saint-Cirq és Saint-Just-sur-Viaur községekkel határos.

## Népesség
A település népessége az elmúlt években az alábbi módon változott:
| Lakosok száma | 281  | 233  | 217  | 145  | 140  | 138  | 130  | 125  | 122  | 135  |
|               | 1968 | 1982 | 1990 | 2006 | 2013 | 2015 | 2017 | 2019 | 2020 | 2022 |